# Friedrich Epp (Sänger)
Friedrich Epp (* 1747 Neuenheim bei Heidelberg; † 1802 oder 7. Dezember 1805 in Mannheim) war ein deutscher Sänger in der Stimmlage Tenor.
Sein Vater gab ihm den ersten Musikunterricht und als er 1770 in die kurpfälzische Armee eintrat, fiel dem Hofmeister Hartig sofort Epps schöne Stimme auf. Dieser erteilte ihm drei Jahre lang Musikunterricht, was Epp zu einem begabten Sänger machte, der 1779 erfolgreich als erster Tenor am Hoftheater Mannheim debütierte.
Seine hervorragende Gesangsschule, verbunden mit der Kraft seiner Stimme, bescherte ihm große Triumphe an den Theatern in München und Stuttgart, bis er krankheitsbedingt seine künstlerische Laufbahn aufgeben musste.
Sein gleichnamiger Sohn war als Maler und Restaurator tätig. Seine Tochter Wilhelmine, selbst Sopranistin, heiratete 1809 den Musiker Carl Guhr in Nürnberg.